# Saltzwedel (Adelsgeschlecht)

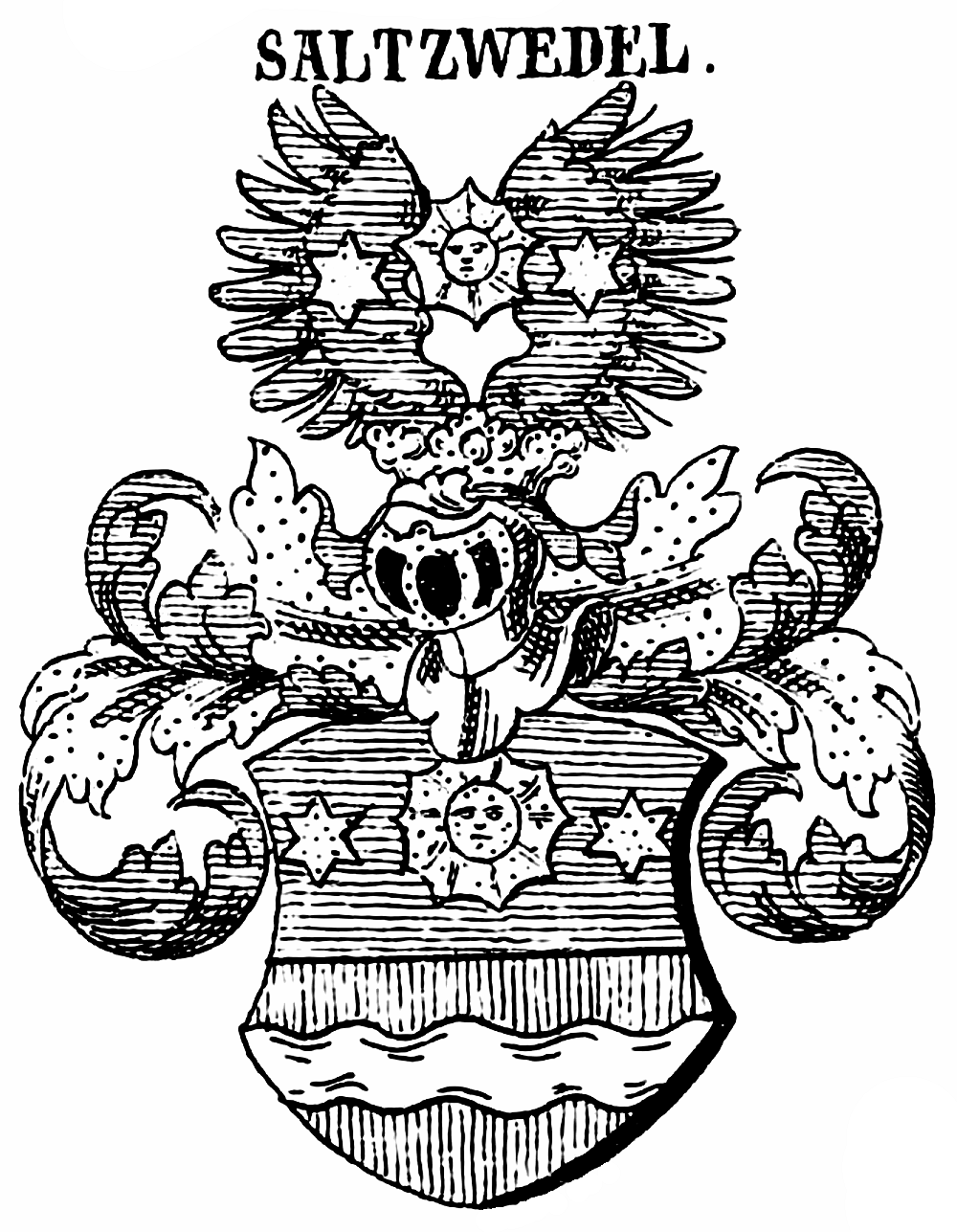
Wappen derer von Saltzwedel

Saltzwedel ist ein altmärkisches Adelsgeschlecht, ursprünglich Soltwedel genannt, dessen direkte Stammreihe mit Heine Saltzwedel (um 1465–1521) beginnt, Bürgermeister von Osterburg.

## Adelserhebungen
Preußischer Adelsstand am 7. Juli 1766 in Berlin für Ludwig Saltzwedel, königlich preußischer Rittmeister im Husaren-Regiment „von Lossow“.

## Wappen (1766)
Geteilt, oben in Blau eine goldene Sonne zwischen zwei goldenen Sternen, unten in Rot ein silberner Wellenbalken. Auf dem Helm mit blau-goldenen Decken die Sonne zwischen offenem, je mit einem goldenen Stern belegtem blauen Flug.

## Von Wienskowski genannt von Saltzwedel
Der königlich preußische Oberstleutnant a. D. Anton Ludwig von Saltzwedel adoptierte seinen künftigen Schwiegersohn Reinhold von Wienskowski (1780–1863), der am 19. September 1806 seine Tochter Johanna von Saltzwedel (1788–1828) heiratete. Dieser erreichte bereits am 15. September 1806 in Berlin die preußische Namen- und Wappenvereinigung als „von Wienskowski gen. von Saltzwedel“.

## Familienangehörige
- Alexander von Soltwedel (* wohl vor 1240; † ca. 1291), Ratsherr der Hansestadt Lübeck
- Gustav von Saltzwedel (1808–1897), preußischer Verwaltungsbeamter, Regierungspräsident